# Jatinom (Sidoharjo)
Jatinom is een bestuurslaag in het regentschap Wonogiri van de provincie Midden-Java, Indonesië. Jatinom telt 2833 inwoners (volkstelling 2010).